# 大急流城鎮區 (明尼蘇達州艾塔斯卡縣)
大急流城鎮區（英語：Grand Rapids Township）是位於美國明尼蘇達州艾塔斯卡縣的一個行政鎮區。鎮區得名自密西西比河位於當地的急流。

## 地方資料
大急流城鎮區的面積為93.30平方千米，當中陸地面積為87.40平方千米，而水域面積為5.90平方千米。根據2000年美國人口普查的數據，當地共有人口11747人，而人口密度為每平方千米125.91人。